# Castejón, Navarre
Castejón là một đô thị trong tỉnh và cộng đồng tự trị Navarre, Tây Ban Nha. Đô thị này có diện tích là 18,07 ki-lô-mét vuông, dân số năm 2007 là 4235 người với mật độ 234,37 người/km². Đô thị này có cự ly 78 km so với tỉnh lỵ Pamplona.